# Piedra de afilar

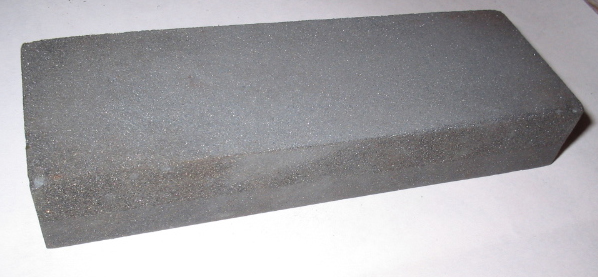
Piedra de afilar.

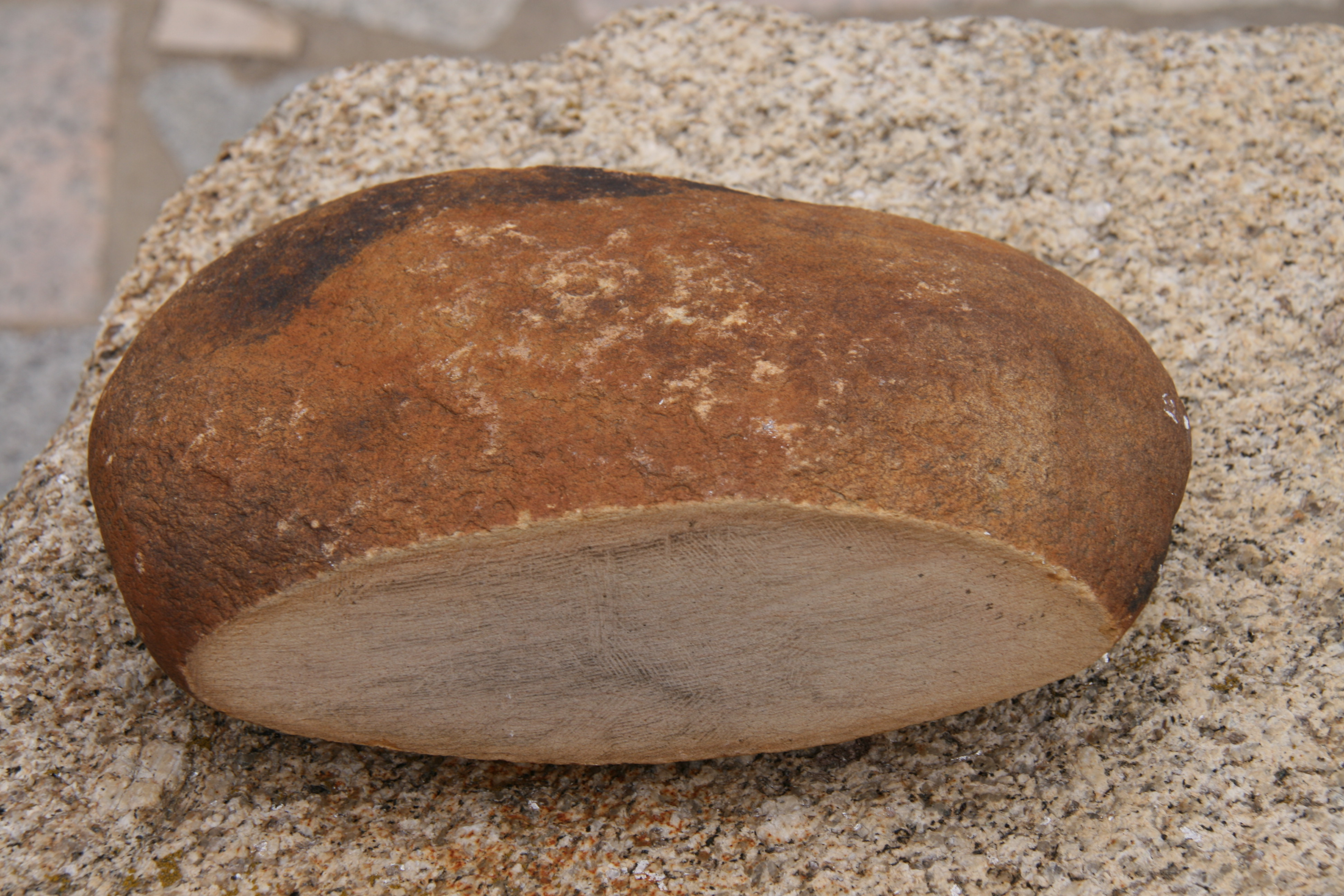
Cheira en Aliste, Zamora.

La piedra de afilar (antiguamente también llamada piedra de agua o piedra de asentar) es un instrumento empleado en la mejora y mantenimiento de los filos de los cuchillos y otros utensilios de corte, como las tijeras, los cinceles y formones.
Se suelen comercializar con diferentes tamaños dependiendo de su uso específico; generalmente las portátiles son de forma  ovalada. Se encuentran con diferentes grados, dependiendo del grano de la piedra. Por regla general un grano fino corresponde con una piedra de afilar densa y al afilar elimina menos material del filo, lo que permite hacer ajustes finos, mientras que un grano mayor corresponde a una piedra más porosa y elimina más material del filo. El grado de las piedras de afilar se expresa en números, que indican la densidad de grano de la piedra.

## Tipos de piedras de afilar
Según el material del que están hechas se tienen piedras de material sintético, o las piedras de agua naturales.
- Piedras de material sintético. Suelen estar elaboradas de materiales cerámicos abrasivos como el carburo de silicio (carborundo) u óxido de aluminio (corindón). Se suelen comercializar piedras de este tipo con dos clases de grano, fino por un lado y grueso por otro.
- Piedras de agua. Generalmente se extraen de minas, una de las más afamadas en Europa son Ardenas en Bélgica que tienen un color característico gris-amarillento, también las hay de origen estadounidense llamadas piedras "Arkansas" Una buena piedra de afilar es de mayor precio debido a la dificultad de encontrar buenas vetas de material. Denominada piedra de agua por ser habitual añadir agua para eliminar los residuos del afilado. Esta práctica ha hecho que se acabe denominando piedra de agua.

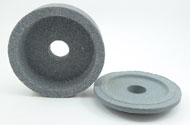
Piedra de afilar máquina de cortar fiambre.

## Piedras japonesas
Las piedras japonesas son muy reputadas[cita requerida] y tienen una larga tradición debido a la existencia de minas naturales que las proporcionan, son de grano fino y generalmente emplean agua (en aceite se estropean). Las más afamadas provienen del norte de Japón en el distrito de Narutaki. Las variantes disponibles en el mercado son el ara-to o "piedra ruda", el naka-to o "piedra media" y el shiage-to o "piedra de acabado". Usualmente y para mejorar la calidad del filo se usan conjuntamente con la piedra nagura que humedecida se frota sobre la superficie de la piedra propiamente dicha generando una pasta que contribuye a mejorar la lubricación de la acción.
Las piedras de afilar japonesas son por otro lado un tipo de gres natural a veces de granos finísimos que posibilitan un mejor acabado.